# Сайлент-Вэлли (национальный парк)
Сайлент-Вэлли (малаял. സൈലന്‍റ് വാലീ നാഷണല്‍ പാര്‍ക്ക്) — национальный парк в Южной Индии.
Национальный парк Сайлент-Вэлли (буквально — «Тихая долина, Долина Безмолвия») образован 26 декабря 1980 года в горах Нилгири на территории штата Керала. Сегодня площадь парка составляет 236,7 км². Сайлент-Вэлли граничит с национальными парками Мукуртхи и Каримпужа, являясь частью биосферного заповедника Нилгири.
Местность богата флорой и фауной, включая эндемичные виды. Территория Сайлент-Вэлли была исследована ещё в 1847 году известным ботаником и врачом Робертом Уайтом, отметившим её биоразнообразие. Долина окутана местными легендами, у жителей она имела сакральное значение, что помогло сохранить первозданный вид. Территория покрыта горными дождевыми лесами и влажными джунглями. Высшая точка, гора Ангинда, достигает высоты 2383 м над уровнем моря.
Свободный доступ в национальный парк ограничен, поселения отсутствуют, однако, на его территории проживают малочисленные племена мудугар, ирула и курумбар, проживающие в лесах Аттаппади.